# Xã Oakwood, Quận Walsh, Bắc Dakota
Xã Oakwood (tiếng Anh: Oakwood Township) là một xã thuộc quận Walsh, tiểu bang Bắc Dakota, Hoa Kỳ. Năm 2010, dân số của xã này là 228 người.